# Дворкин, Борис Михайлович
Борис Михайлович Дворкин (24 октября 1904 — 7 октября 1944, концлагерь Маутхаузен, Верхняя Австрия) — комбриг РККА, участник Великой Отечественной войны, в 1942 году попал в плен, убит в концлагере Маутхаузен в 1944 году.

## Биография
Борис Дворкин родился 24 октября 1904 года. Участвовал в Гражданской войне. Был секретарём одного из Свердловских районных комитетов ВКП(б).
В начале Великой Отечественной войны Дворкин был призван из запаса и назначен командиром 241-го стрелкового полка 95-й стрелковой дивизии Приморской армии. В этой должности Дворкин участвовал в обороне Севастополя 1941—1942 годов. Данные о пленении Дворкина расходятся. По одним данных, 11 июня 1942 года он принимал участие в контратаке против немецких подразделений, в которой был захвачен в плен. По другим данным, Дворкин возглавил остатки нескольких подразделений, оказавшихся в окружении и вынужденных обороняться вокруг массивов батарей дореволюционной постройки.
Из воспоминаний капитана 2-го ранга И. А. Зарубы, 1966 года: «Высадили нас в Симферопольской тюрьме. Нас отдельно положили в небольшой комнате маленького домика во дворе тюрьмы. В том же домике было много офицеров Приморской армии… … С нами в этой же комнате был комбриг, фамилия, кажется, Дворкин и почему-то с чемоданом».
После пленения Дворкин содержался в концентрационном лагере Маутхаузен в Австрии. Там он участвовал в подпольной антифашистской организации «Братский союз военнопленных». 7 октября 1944 года в Маутхаузене по приказу рейхсфюрера СС Г. Гиммлера были расстреляны 38 её членов, в том числе и Дворкин, значившийся в немецких документах как генерал-майор. Во время расстрела Дворкин отказался повернуться лицом к стене, после чего заявил по-немецки коменданту Маутхаузена Францу Цирайсу, что он является военнопленным и не видит причин для своего расстрела. Цирайс ответил ему, что тот провинился перед рейхом и поэтому должен быть расстрелян, после чего лично застрелил комбрига.